# L'uomo nel bosco
L'uomo nel bosco (Miséricorde) è un film del 2024 scritto e diretto da Alain Guiraudie.

## Trama
Jérémie torna nel proprio paesino d'infanzia nell'Aveyron per il funerale del fornaio, suo ex principale. La vedova, commossa dalla sua presenza, gli propone di passare la notte a casa loro, nella stanza del figlio Vincent, ormai sposato, un vecchio compagno di scuola di Jérémie. Ma non per tutti sarà il bentornato.

## Distribuzione
Il film è stato presentato in anteprima il 20 maggio 2024 nella sezione Cannes Première del 77º Festival di Cannes, venendo distribuito nelle sale cinematografiche francesi da Les Films du Losange a partire dal 16 ottobre dello stesso anno. In Italia è stato presentato in anteprima al 34º Noir in Festival di Milano il 2 dicembre 2024, venendo poi distribuito nelle sale cinematografiche italiane da Movies Inspired a partire dal 16 gennaio 2025.

## Accoglienza

### Incassi
Il film ha incassato l'equivalente di un milione e mezzo di dollari in Francia.

### Critica
Sull'aggregatore di recensioni online Rotten Tomatoes, il film detiene una percentuale di gradimento da parte della critica del 100%, basata su 23 recensioni, con una media del 7,5; Metacritic gli assegna una media ponderata di 83 su 100, basata sulle recensioni di 6 critici.
Particolarmente apprezzato dalla critica francese, è stato eletto miglior film dell'anno dai Cahiers du cinéma, venendo inoltre insignito del Premio Louis-Delluc.

## Riconoscimenti
- 2024 – Festival di Cannes[11]
  - In concorso per la Queer Palm
- 2024 – Semana Internacional de Cine de Valladolid[12]
  - Espiga de oro
  - Premio "Miguel Delibes" per la miglior sceneggiatura ad Alain Guiraudie
- 2025 – Premio César[13]
  - Candidatura per il miglior film
  - Candidatura per il miglior regista ad Alain Guiraudie
  - Candidatura per il migliore attore non protagonista a David Ayala
  - Candidatura per il migliore attore non protagonista a Jacques Develay
  - Candidatura per la migliore attrice non protagonista a Catherine Frot
  - Candidatura per la migliore sceneggiatura originale ad Alain Guiraudie
  - Candidatura per la migliore promessa maschile a Félix Kysyl
  - Candidatura per la migliore fotografia a Claire Mathon
- 2025 – Premio Lumière[14]
  - Candidatura per il miglior film
  - Candidatura per il miglior regista ad Alain Guiraudie
  - Candidatura per la migliore sceneggiatura ad Alain Guiraudie
  - Candidatura per la migliore promessa maschile a Félix Kysyl
  - Candidatura per la migliore fotografia a Claire Mathon